# Јован М. Јовановић (генерал)
Јован М. Јовановић (Ниш, 15. август 1877 — Солунски залив, 27. мај 1941), био је дивизијски генерал Југословенске војске, учесник балканских ратова и Првог светског рата. Страдао је у Априлском рату у Грчкој 1941. године.

## Живот и дело
Јован М. Јовановић, рођен је 1877. године у Нишу. Војне школе завршио је 1898. фодине као питомац 28. класе Ниже и 1903. године као полазник 11. калсе Више школе Војне академије.
У ратовима које је Краљевина Србија водила од 1912-1913. био је на служби за Ђенералштабне послове у Моравској дивизији I позива.
У ратовима 1914-18. био је вршилац дужности начелника штаба Моравске дивизије I позива и командант VII пешадијског пука "Краљ Петар I".
После Великог рата од 1918. обављао је дужност начелник штаба Моравске дивизијске области, команданта пешадијске бригаде, помоћника команданта Шумадијске дивизијске облаасти и команданта Босанске дивизијске области.
Дивизијски генерал постао је 1926. Носилац је многих признања међу којима и Карађорђева звезда са мачевима IV реда, два пута и Орден Белог орла са мачевима 4. и 5. степена
На почетку Другог светског рата Јован М. Јовановић је са још три генерала и већом групом официра и војника покушао да се пробије преко Олимпа до грчких лука, надајући се да ће Енглези помоћи и да ће се поново успоставити Солунски фронт као 1915. На његову несрећу, трагично је изгубио живот у Грчкој, у Солунском заливу 27. маја 1941. године, када је брод „Хелена Канавариоти” са 503 југословенска официра и војника које је превозио у немачко заробљеништво налетео на мину и потонуо. На потонулом броду живот је изгубило 214 југословенских старешина, од генерала и пуковника до војника.